# Успение Богородично (Обел)
Вижте пояснителната страница за други значения на Успение Богородично.
„Успение Богородично“ е възрожденска църква в горноджумайското село Обел (Лешница), България, част от Неврокопската епархия на Българската православна църква. Обявена е за паметник на културата.

## Местоположение
Църквата е разположена на около 3-4 km от Ивановската махала (Ивановци, Йовановци).

## История
Изградена е в 1873 година.

## Архитектура
В архитектурно отношение представлява типичната за епохата трикорабна псевдобазилика с женска църква на запад и една апсида на изток. Иконостасът е декоративен с многоцветна живопис. Иконите на него са изключително ценни, с високи художествени качества – дело на банския зограф Михалко Голев от 1873 година, времето на изграждането на храма.